# Öffentliche Universität Kushiro
Koordinaten: 43° 1′ 6″ N, 144° 23′ 47″ O

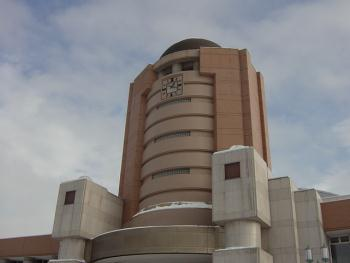
Hauptgebäude (2003)

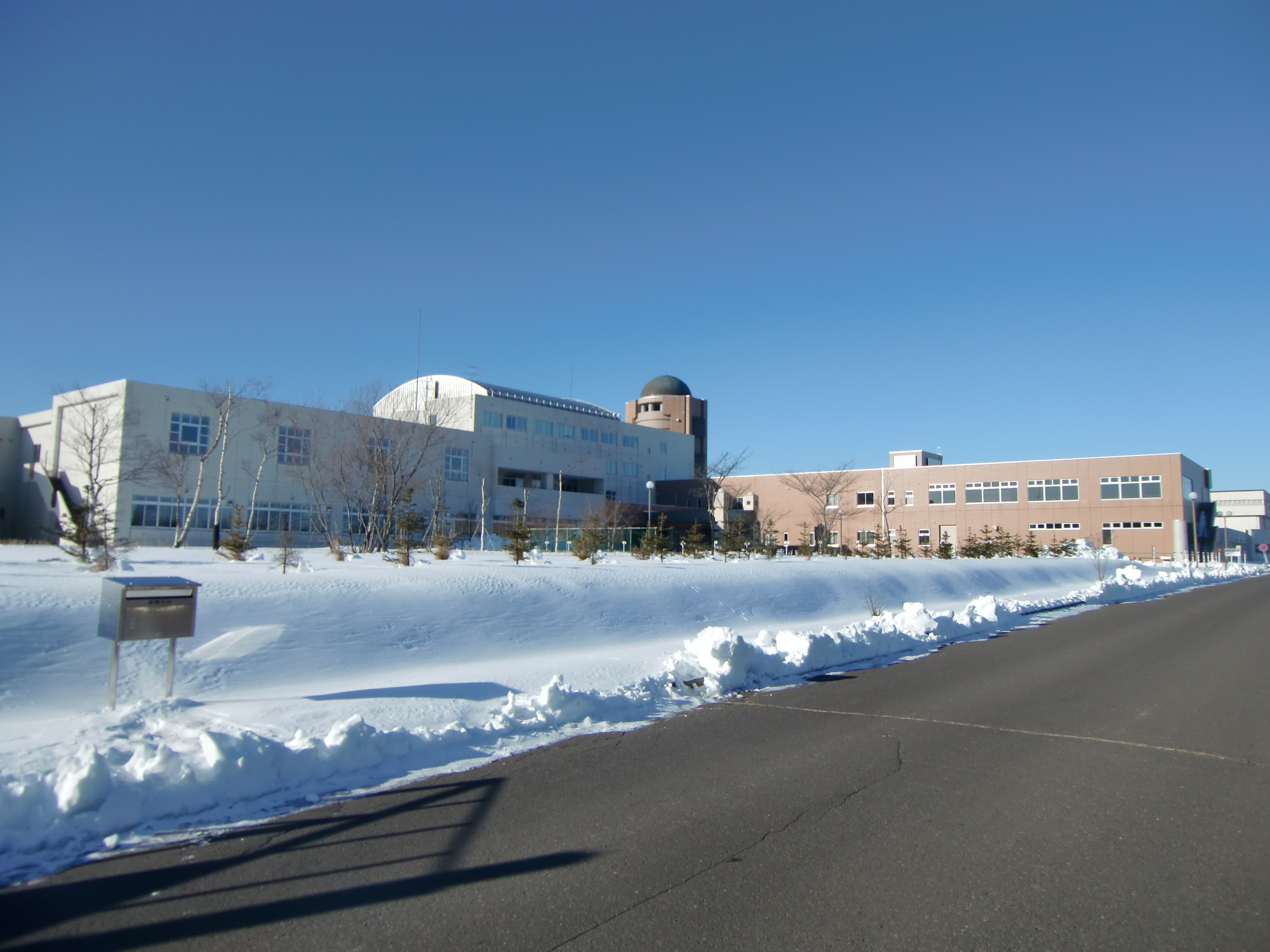
Campus im Januar (2011)

Die Öffentliche Universität Kushiro (japanisch 釧路公立大学 Kushiro kōritsu daigaku; engl. Kushiro Public University of Economics, kurz: KPU) ist eine städtische Universität in Kushiro, Hokkaidō (Japan).
Gegründet wurde sie 1988 vom Zweckverband für die Öffentliche Universität Kushiro (釧路公立大学事務組合, Kushiro kōritsu daigaku jimu kumiai; siehe Kōiki Rengō). Die Mitglieder (Gemeinden) waren heutige Kushiro-shi, Kushiro-chō, Akkeshi, Hamanaka, Shibecha, Teshikaga, Tsurui und Shiranuka. 
Die Universität begann mit einer Abteilung: Volkswirtschaftslehre. 1996 fügte sie die Abteilung für Betriebswirtschaftslehre hinzu. Sie hat bisher keine Graduiertenschule.

## Fakultäten
- Fakultät für Wirtschaftswissenschaften
  - Abteilung für Volkswirtschaftslehre
  - Abteilung für Betriebswirtschaftslehre